# Letterboxing

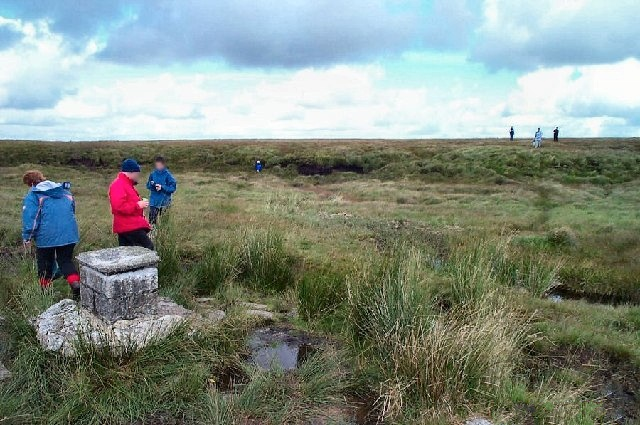
Cranmere Pool (2004)

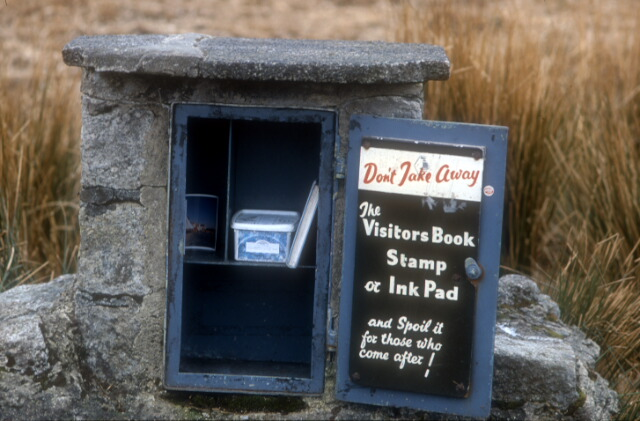
Ein Blick in die erste Letterbox bzw. das Letterbox-Gehäuse von 1856 am Cranmere Pool (2004)

Letterboxing (abgeleitet aus dem englischen Begriff letterbox für „Briefkasten“) ist eine Freizeitaktivität, bei der es in der ursprünglichen Variante darum geht, mithilfe von Hinweisen, einer Landkarte und eines Kompasses in der Natur versteckte Behälter zu finden. In dem Behälter befindet sich ein Gummistempel, ein Stift und ein Logbuch, in dem sich der Finder eintragen kann. Für einige Letterboxen werden die Koordinaten veröffentlicht, womit sie mittels GPS-Empfängers einfacher gefunden werden können. Letterboxing gilt als eine Art Vorläufer des Geocachings, kann jedoch auf eine viel ältere Tradition zurückblicken.

## Entstehungsgeschichte
Das Letterboxing entstand 1854, als der Wanderführer James Perrott aus Chagford im Dartmoor eine Glasflasche mit seiner Visitenkarte im Gebiet des Cranmere Pools versteckte und andere Wanderer ermutigte, diese zu suchen und dann dort ebenfalls ihre Visitenkarte zurückzulassen. Schon bald wurde die Glasflasche durch eine Blechdose ersetzt und in diese ein Logbuch hineingelegt, in das sich die Finder eintragen konnten. Perrot baute zum Schutz der Letterbox ein steinernes Gehäuse, das noch immer existiert.
Der Begriff „Letterboxing“ entstand dadurch, dass es zu einer Spielart dieses Hobbys wurde, Briefe und Postkarten in den nachfolgenden Verstecken zu hinterlegen, die dann von Wanderern mitgenommen und auf dem Postweg verschickt wurden.
Der Lokalhistoriker William Crossing (1847–1928) lebte in den Ortschaften South Brent, Brentor und Mary Tavy und hat mehr als zwanzig Bücher über das Dartmoor als Landschaft, seine Bewohner und auch das Letterboxing verfasst. Die in diesem Kontext bekannteste Publikation ist Crossing’s Guide to Dartmoor, die seit 1990 auch als Nachdruck des Originals erhältlich ist.

## Gegenwart
Heutige Letterboxen enthalten jeweils einen Stempel und ein Logbuch, in das sich der Finder mit seinem persönlichen Stempel einträgt. Zusätzlich kann jeder Finder einen Abdruck des in der Letterbox befindlichen Stempels in sein persönliches Logbuch eintragen. Die Hinweise zu den einzelnen Letterboxen werden mündlich, schriftlich in Buchform oder teilweise übers Internet weitergegeben.

## Abgrenzung zu „Letterbox-Hybrids“ beim Geocaching
Die größte Anbieterplattform für Geocaching, Geocaching.com, kennt eine Geocache-Art, die sich „Letterbox-Hybrid“ nennt und explizit eine Reminiszenz an das hier beschriebene historische Letterboxing ist. Dem „Letterbox-Anteil“ wird dadurch Rechnung getragen, dass das zu suchende Behältnis einen Stempel beinhalten muss, dessen Abdruck die Finder ihrem Stempelbuch hinzufügen können. Die Bezeichnung „Hybrid“ im Namen der Geocache-Art bildet die Verknüpfung zum modernen Geocaching und steht für den zwingenden Einsatz eines GPS-Gerätes an mindestens einer Stelle bei der Suche nach dem Behältnis am Zielort, beispielsweise durch eine Peilung von angegebenen Koordinaten aus.